# Western Electric
Western Electric (algunas veces abreviado como WE o como WECo) fue una compañía estadounidense de ingeniería eléctrica, el brazo manufacturador de AT&T desde 1881 a 1995. Fue la escena de muchos desarrollos importantes en el rubro eléctrico.
En 1856, George Shawk, compró un negocio de ingeniería eléctrica en Cleveland, Ohio. En 1869, se convirtió en socio de Enos N. Barton y, en ese mismo año, vendió su parte al inventor Elisha Gray. En 1872 Barton y Gray mudaron el negocio a Clinton Street, Chicago y la llamaron Western Electric Manufacturing Company. Ellos manufacturaron una variedad de productos, incluyendo máquinas de escribir, alarmas y tuvo una estrecha relación con la compañía de telegráfos Western Union a quienes le proveían de materiales y asistencia técnica.
En 1875, Gray vendió su parte de Western Electric a Western Union, incluyendo el un documento, por el cual demandó a Alexander Graham Bell por su patente sobre el teléfono. La batalla legal, por los derechos de la patente del teléfono, entre Western Union y Bell Telephone Company, terminaron en 1879 cuando esta última se quedó con la patente, y compraron Western Electric en 1881.
Western Electric Company fue la primera compañía en unirse a una compañía extranjera, invirtiendo en la empresa Japonesa Nippon Electric Company, Ltd. en 1899, actualmente conocida como NEC Corporation. Western Electric tuvo un 54% de NEC. Su representante en Japón fue Walter Tenney Carleton.
Hasta 1983, los teléfonos Western Electric eran arrendados por los suscriptores, y nunca vendidos, por esto, debían ser reparados sin cargo en caso de que fallaran. Esto produjo que los teléfonos Western Electric fueran muy duraderos y confiables. De hecho, el trabajo de Walter A. Shewhart, quien desarrolló nuevos procesos de control de calidad en los años 20, ayudó a que la calidad de los teléfonos de la Western Electric fuera legendaria. En 1983, los teléfonos Western Electric empezaron a ser vendidos a los suscriptores mediante la recién creada American Bell, subsidiaria de AT&T.
El único competidor serio de AT&T en proveer servicios de telefonía, fue General Telephone and Electronics (GTE), la cual construía, mediante la Automatic Electric.

## El fin de Western Electric

Logo de Western Electric

El 1 de enero de 1984, Western Electric Co. fue renombrada AT&T Technologies. Todos los teléfonos AT&T hechos por Western Electric pasaron a ser de la marca AT&T Technologies. Western Electric, sin embargo, existía dentro de AT&T Technologies, los nuevos teléfonos traían en sus componentes internos las conocidas iniciales WE.

## Legado
Desde la desaparición de Western Electric, los teléfonos y los equipos telefónicos han sido construidos por diversos fabricantes. Como resultado de la competencia, los teléfonos son ahora hechos en Asia con componentes económicos. Desde que la gente mantiene sus teléfonos por unos cuantos años, los teléfonos dejaron de ser de larga duración, como si lo eran los modelos de Western Electric.
Hay suscriptores que aún arriendan sus teléfonos WE, y dicen que los teléfonos son mucho mejores en lo que a calidad de sonido se refiere.